# Левая Куржина
Левая Куржина — река в России, протекает по Колпашевскому и Парабельскому районам Томской области. Устье реки находится в 121 км от устья Куржины по левому берегу. Длина реки составляет 88 км, площадь водосборного бассейна — 620 км². Притоки: правый — Светлая; левый, в 23 км от устья — Малая Куржина.

## Данные водного реестра
По данным государственного водного реестра России относится к Верхнеобскому бассейновому округу, водохозяйственный участок реки — Кеть, речной подбассейн реки — бассейн притоков (Верхней) Оби от Чулыма до Кети. Речной бассейн реки — (Верхняя) Обь до впадения Иртыша.
Код объекта в государственном водном реестре — 13010600112115200027917.